# Cutting Crew
Cutting Crew es una banda de rock formada en Inglaterra en el año 1985. Es recordada principalmente por su exitosa canción "(I Just) Died in Your Arms", perteneciente al álbum Broadcast de 1986. La formación clásica de la banda estuvo conformada por el vocalista, tecladista y guitarrista Nick Van Eede, el guitarrista Kevin MacMichael, el baterista Martin Beedle y el bajista Colin Farley. "(I Just) Died in Your Arms" fue su principal éxito, el cual logró encabezar las listas de éxitos en los Estados Unidos y fue un éxito en otros países del mundo. Posteriormente, la banda logró publicar otros sencillos con repercusión mediática como "I've Been in Love Before", "One for the Mockingbird" y "Everything But My Pride".

## Discografía
- Broadcast (1986)
- The Scattering (1989)
- Compus Mentus (1992)
- Grinning Souls (2006)
- Add to Favourites (2015)
- Ransomed Healed Restored  (2020)

## Videoclips
- "(I Just) Died in Your Arms" (1986)
- "I've Been In Love Before" (1986)
- "One For The Mockingbird " (1987)
- "Any Colour" (1987)
- "Everything But My Pride" (1989)
- "Between A Rock And A Hard Place" (1989)

## Miembros
Miembros actuales
- Nick Van Eede (nacido el 14 de junio de 1958) - voz principal, guitarra rítmica, teclados (1985-1993, 2005-presente)
- Tom Arnold - batería (2005-presente)
- Gareth Moulton - guitarra principal (2005-presente)
- Martyn Barker - batería (2013-presente)
- Gary Barnacle - saxofón (2013-presente)
- Jack Birchwood - latón (2013-presente)
- Angela Brooks - coros (2013-presente)
- Nik Carter - latón (2013-presente)
- TJ Davis - coros (2013-presente)
- Joolz Dunkley - guitarras, teclados (2013-presente)
- Steven Fuller - latón (2013-presente)
- Jono Harrison - teclados (2013-presente)
- Nick Kay - bajo (2013-presente)
- Mak Norman - bajo (2013-presente)

Miembros anteriores
- Martin "Frosty" Beedle (nacido el 18 de septiembre de 1961) - batería (1985-1993)
- Colin Farley - bajo (1985-1993)
- Kevin MacMichael (nacido el 7 de noviembre de 1951 - fallecido el 31 de diciembre de 2002) - guitarra principal (1985-1993)
- Dominic Finley - bajo (2005-2008)
- Sam Flynn - teclados (2005-2008)